# ترس از عشق (فیلم)
ترس از عشق (ایتالیایی: La paura di amare) یک فیلم صامت ایتالیایی است که در سال ۱۹۲۰ منتشر شد. از بازیگران فیلم می‌توان به ورا ورگانی، گوستاوو سرنا و گوئیدو ترنتو اشاره کرد.